# Кожокару, Валентин
Валенти́н Алекса́ндру Кожока́ру (рум. Valentin Alexandru Cojocaru; 1 октября 1995, Бухарест) — румынский футболист, вратарь польского клуба «Погонь». Выступал за молодёжную сборную Румынии.

## Клубная карьера
Родился 1 октября 1995 года в городе Бухарест. Воспитанник юношеских футбольных клубов «Динамо» (Бухарест) и «Стяуа». 21 апреля 2011 года он дебютировал за резервную команду в Лиге II в игре против «Конкордии» (Кьяжна), проиграв 2:3. В течение того же сезона он сыграл еще две игры за дублеров, после чего был переведен в первую команду.
7 мая 2013 года дебютировал за основную команду в высшем дивизионе в матче против «Глории» (Бистрица), сохранив ворота «сухими» (1:0). В том сезоне его команда выиграла чемпионат и суперкубок страны, но молодой вратарь сыграл всего 3 игры.
В сезоне 2013/14 Кожокару стал третьим вратарем команды после Чиприана Тэтэрушану и Флорина Ницэ, поэтому так и не сыграл ни одной игры в чемпионском сезоне, зато был основным вратарем юношеской команды в Юношеской лиге УЕФА 2013/14, сыграв в шести играх, но команда не вышла из группы.
В сезоне 2014/15 основной вратарь команды Тетерушану покинул клуб и его заменил литовец Гедрюс Арлаускис. Кожокару, являясь его дублером, провел 13 игр во всех турнирах того сезона и выиграл свой третий подряд чемпионский титул, а также первый кубок румынской лиги. После того, как Арлаускис покинул «Стяуа» в начале сезона 2015/16, Валентин ненадолго стал основным вратарем столичного клуба. 14 июля 2015 года он получил возможность дебютировать в европейских клубных соревнованиях, сыграв в первом матче второго квалификационного раунда Лиги Чемпионов 2015/16 против словацкого «Тренчина» (2:0). Впрочем, после нескольких ошибок первым номером в команде стал Флорин Ницэ. Всего Кожокару отыграл за бухарестскую команду 6 сезонов своей игровой карьеры и провел в чемпионате страны 19 матчей (пропустил 18 мячей), в Кубке страны −13 (-5), в еврокубках −6 (-12) и в Суперкубке Румынии −1 (-1).
1 сентября 2016 года Кожокару был отдан в аренду в итальянский «Кротоне» из Серии А. Там румынский вратарь был дублером Алекса Кордаца и ни разу на поле не вышел, поэтому уже в январе 2017 года аренда была досрочно прервана и вторую половину сезона Валентин провел в клубе Серии Б «Фрозиноне». Но и там ни одной официальной игры за первую команду не провел, просидев за спиной у Франческо Барди.
7 сентября 2017 года Кожокару подписал полноценный контракт с кипрским «Аполлоном» (Лимасол). В новой команде снова не сумел пробиться в основу, из-за чего 22 января 2018 года, так и не дебютировав за команду, стороны договорились расторгнуть контракт.
24 января 2018 года Валентин вернулся на родину и заключил соглашение с «Вииторулом» (Констанца), в составе которого сразу стал основным игроком и в 2019 году выиграл с командой кубок и суперкубок Румынии. В том же году его с основы вытеснил местный воспитанник Кетелин Кебуз, из-за чего Кожокару 24 января 2020 года был вынужден на правах аренды до конца сезона с опцией выкупа перейти в «Волунтари». Вернувшись летом в «Вииторул» Кожокару снова стал основным вратарем на сезон 2020/21.
5 июля 2021 года перешел в «Днепр-1».

## Карьера в сборной
В 2014 году дебютировал в составе юношеской сборной Румынии (до 19 лет), принял участие в 7 играх на юношеском уровне, пропустил 13 голов. Также привлекался в состав молодежной сборной Румынии. На молодежном уровне сыграл в 14 официальных матчах, пропустил 16 голов.
В ноябре 2016 года Валентин Кожокару получил первый вызов в состав национальной сборной Румынии на матчи против Польши и России, но на поле не вышел.